# بور-له-مارش
latitudeبور-له-مارشlongitudeبور-له-مارش
بور-له-مارش (به انگلیسی: Burgh Le Marsh) یک منطقهٔ مسکونی در انگلستان است که در میدلند شرقی واقع شده‌است.

## خصوصیات
بور-له-مارش ۲٬۰۱۶ نفر جمعیت دارد.